# Georgetown (Mississipi)
Georgetown és una població dels Estats Units a l'estat de Mississipi. Segons el cens del 2000 tenia 344 habitants.

## Demografia
Segons el cens del 2000, Georgetown tenia 344 habitants, 135 habitatges, i 88 famílies. La densitat de població era de 198,2 habitants per km².
Dels 135 habitatges en un 34,1% hi vivien nens de menys de 18 anys, en un 40,7% hi vivien parelles casades, en un 19,3% dones solteres, i en un 34,1% no eren unitats familiars. En el 33,3% dels habitatges hi vivien persones soles el 10,4% de les quals corresponia a persones de 65 anys o més que vivien soles. El nombre mitjà de persones vivint en cada habitatge era de 2,55 i el nombre mitjà de persones que vivien en cada família era de 3,27.
Per edats la població es repartia de la següent manera: un 29,9% tenia menys de 18 anys, un 8,1% entre 18 i 24, un 29,7% entre 25 i 44, un 20,9% de 45 a 60 i un 11,3% 65 anys o més.
L'edat mediana era de 35 anys. Per cada 100 dones de 18 o més anys hi havia 81,2 homes.
La renda mediana per habitatge era de 25.781 $ i la renda mediana per família de 31.000 $. Els homes tenien una renda mediana de 28.958 $ mentre que les dones 20.313 $. La renda per capita de la població era de 17.919 $. Entorn del 19,3% de les famílies i el 22,4% de la població estaven per davall del llindar de pobresa.

## Poblacions més properes
El següent diagrama mostra les poblacions més properes.